# Mark Rummukainen
Mark Rummukainen (* 19. Februar 1982 in Canberra) ist ein australischer Eishockeyspieler, der seit 2014 bei CBR Brave in der Australian Ice Hockey League unter Vertrag steht.

## Karriere
Mark Rummukainen begann seine Karriere in seiner Heimatstadt Canberra, wo er seit 2000 bei den dortigen Knights in der Australian Ice Hockey League spielte. Nachdem er die Spielzeiten 2006 und 2007 bei den Brisbane Blue Tongues verbracht hatte, kehrte er 2008 zu den Canberra Knights zurück und spielte dort bis 2013, als die Knights aus finanziellen Gründen den Spielbetrieb einstellen mussten. Seit 2014 steht er beim neuen Klub aus Canberras Vorort Phillip, CBR Brave, auf dem Eis und fungiert dort als Mannschaftskapitän.

### International
Für Australien nahm Rummukainen im Juniorenbereich an der Asien-Ozeanien-Division I der U18-Junioren-Weltmeisterschaft 2000 sowie der U20-D-Weltmeisterschaft und nach Umstellung auf das heutige Divisionssystem an der U20-Weltmeisterschaft der Division III 2001 teil. 
Im Herrenbereich stand er erstmals bei den Weltmeisterschaften der Division II 2001 im Aufgebot seines Landes. Auch 2002, 2003, 2004, 2005, als er bester Torvorbereiter des Turniers war, 2006, 2007 und 2008 vertrat er seine Farben in der Division II. 2008 erreichte er mit den „Aussies“ durch den Sieg beim Heimturnier in Newcastle den erstmaligen Aufstieg in die Division I. Dort wurde Rummukainen jedoch nicht eingesetzt und so spielte er nach dem umgehenden Abstieg der Australier auch 2010 und 2011 in der Division II. Nachdem 2011 bei einem erneuten Heimturnier, diesmal in Melbourne, wieder der Aufstieg gelang, trat er 2012 erstmals in der Division I an, musste mit seinem Team aber gleich wieder absteigen, so dass er 2014 und 2016 zum wiederholten mal in der Division II auf dem Eis stand.

## Erfolge und Auszeichnungen
- 2005 Meiste Torvorlagen bei der Weltmeisterschaft der Division II, Gruppe A
- 2008 Aufstieg in die Division I bei der Weltmeisterschaft der Division II, Gruppe B
- 2011 Aufstieg in die Division I bei der Weltmeisterschaft der Division II, Gruppe A
- 2016 Aufstieg in die Division II, Gruppe A, bei der Weltmeisterschaft der Division II, Gruppe B